# Beambridge
Beambridge – wieś w Anglii, w hrabstwie Shropshire. Leży 26 km na południe od miasta Shrewsbury i 207 km na północny zachód od Londynu.